# Kádár József (képzőművész)
Kádár József, Joseph Kadar, álneve: Le K'dar (Debrecen, 1936. július 25. – 2019. január 25.) magyar festő, grafikus, szobrász, fotóművész, műgyűjtő és múzeumalapító.

## Pályafutása
1939–1954 között Hajdúszoboszlón lakott. 1956–1961 között a Magyar Képzőművészeti Főiskola hallgatója volt; Bernáth Aurél és Fónyi Géza tanította. 1969-ben elhagyta az országot; Párizsban telepedett le. 1973-tól dualista, 1984-től horizontalista hatások voltak fellelhetők munkáiban. 1979-től készített fényképeket, melynek témái az izraeli, indiai, itáliai, görögországi és spanyolországi élmények voltak. Az 1980-as években a fénymásolót művészi célokra használta fel. 1985-ben abbahagyta a festészetet, ettől kezdve kizárólag fénymásolóval, illetve számítógéppel alkotta meg elektrografikáit. 1990-től ismét Magyarországra látogatott több alkalommal. Haláláig ismét Hajdúszoboszlón élt, életművét – végrendelete alapján – a Bocskai István Múzeum kezeli. (https://www.youtube.com/watch?v=oBsuzun40Sg)

## Egyéni kiállítások
- 1963 • Kossuth Lajos Tudományegyetem, Debrecen
- 1965 • Bocskai István Múzeum, Hajdúszoboszló
- 1970 • Galerie Custin, Párizs
- 1971 • Galerie Cheridan, Párizs
- 1972 • Gallery C, Los Angeles
- 1973 • G. B. A., Amszterdam • Central G., Caesaria
- 1978, 1979, 1983, 1984, 1985 • Galerie Marcel-Lenoir, Párizs
- 1990 • Szombathelyi Képtár, Szombathely • Napóleon Ház, Győr
- 1992 • Art Électro-Images (1982-92), Vasarely Múzeum
- 1994 • 25 párizsi év összefoglalója, Vasarely Múzeum
- 1995 • Art Électro-Images, Szoboszlói Kisgaléria, Hajdúszoboszló • Ecsettől a számítógépig, Szombathelyi Képtár, Szombathely
- 1996 • Fotó és fotogram, Xantus János Múzeum, Győr
- 1997 • Kollázs és kollázs-technikával készült könyvtárgyak, Árkád-Szalóky Galéria • Fotó és fotogram, Városi Művelődési Központ, Szolnok
- 1998 • Kollázs, Móra Ferenc Múzeum, Szeged • Horizontalizmus, Kálvária Galéria, Szeged [Judith Nem's-sel] • Patkó Múzeum, Győr [Judith Nem's-sel].

## Válogatott csoportos kiállítások
- 1975 • Magyar művészet, Isis Galerie, Párizs
- 1976 • Groupe 19, American Center, Párizs
- 1977 • F. I. A. C., Lyon
- 1982 • Tisztelet a szülőföldnek. Külföldön élő magyar származású művészek II. kiállítása, Műcsarnok, Budapest
- 1991 • Groupe A-Z. Art Électro-Images, Vasarely Múzeum
- 1991-től • Nemzetközi Grafikai Biennálé, Műcsarnok, Budapest, Győr
- 1992-től • Nemzetközi Art Électro-Images Biennálé, Vasarely Múzeum
- 1993 • Könyvtárgyak, Országos Széchényi Könyvtár, Budapest
- 1994 • I. Art Électro-Images Biennale (IV. Nemzetközi elektrografikai Biennálé), Magyar Ház, Berlin • Mail Art, Post Mail Art, Magyar Intézet, Párizs
- 1995 • Hommage à Bartók, Szentendrei Képtár • UNESCO székház, Párizs • I. Nemzetközi Post Mail Art Biennálé, Szoboszlói Kisgaléria, Hajdúszoboszló
- 1996 • Nemzetközi elektrografikai Biennálé, Szombathelyi Képtár, Szombathely
- 1997 • Magyar szalon '97, Műcsarnok, Budapest • I. Nemzetközi Livres-objets Biennálé, Rómer Terem, Győr.

## Művek közgyűjteményekben
- Bocskai Múzeum, Hajdúszoboszló
- Damjanich János Múzeum, Szolnok
- Déri Múzeum, Debrecen
- Szent István Király Múzeum, Székesfehérvár
- Kassák Lajos Múzeum, Budapest
- Kölcsey Ferenc Emlékház és Álmosdi Kiállítóhelyek, Álmosd
- Magyar Fotográfiai Múzeum, Kecskemét
- Magyar Nemzeti Galéria, Budapest
- Modern Múzeum, Hajdúszoboszló
- Petőfi Irodalmi Múzeum, Budapest
- Szépművészeti Múzeum, Budapest
- Szombathelyi Képtár, Szombathely
- Vasarely Múzeum, Pécs
- Xantus János Múzeum, Győr
- Zenetörténeti Múzeum, Budapest

## Díjai, kitüntetései
- Álmosd Község díszpolgára (2000)
- Magyar Arany Érdemkereszt (2013)
- Magyar Alkotóművészek Országos Egyesülete életműdíj (2016)
- Hajdúszoboszló Város Díszpolgára (2020) posztumusz (az oklevelet átvette özvegye: Zsoldos Vanda)